# Morelets dikbekje
Morelets dikbekje (Sporophila morelleti) is een zangvogel uit de familie Thraupidae (tangaren). De soort werd in 1850 door Karel Lucien Bonaparte als Spermophila morelleti beschreven en vernoemd naar Pierre Marie Arthur Morelet.

## Verspreiding en leefgebied
Deze soort telt twee ondersoorten:
- S. m. morelleti: van zuidoostelijk Mexico tot noordelijk Panama.
- S. m. mutanda: van zuidwestelijk Mexico (Chiapas) tot El Salvador.
- S. m. sharpei: van zuidelijk Texas (Verenigde Staten) tot in het noordoosten van Mexico